# Koza (Kamerun)
Koza ist eine Gemeinde in der Region Extrême-Nord, die die nördliche Spitze Kameruns bildet. Sie liegt nahe der Grenze zu Nigeria im Département Mayo-Tsanaga.

## Verkehr
Koza liegt an der Provinzialstraßen P1.

## Weblinks

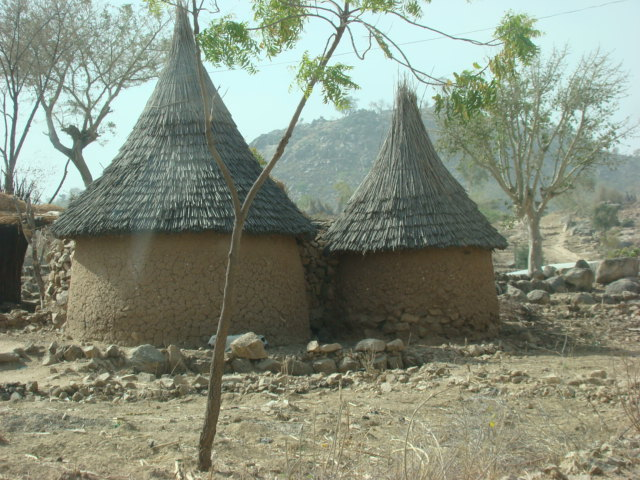
Traditionelle Häuser